# 西部人民戦線
西部人民戦線（せいぶじんみんせんせん、タミル語: மேலக மக்கள் முன்னணி、英語: The Western People's Front, WPF）は、スリランカ西部州で活動を行っている政党。民主人民戦線 (The Democratic People's Front) とも。
元は労働組合だったが、後にコロンボのタミル人を支援する政党となる。2009年現在の党首はマノ・ゲネサン。2009年現在、州議会に1名、市議会に4名の党所属議員を有している。